# Župnija Hrušica
Župnija Hrušica je rimskokatoliška teritorialna župnija dekanije Ilirska Bistrica v škofiji Koper.

## Sakralni objekti
- - župnijska cerkev
- - podružnica

Od 1. januarja 2018  :
- - podružnica